# (134366) 1995 LC
1995 أل سي (ويعرف أيضًا باسم (134366) 1995 أل سي وفق تسمية الكوكب الصغير) (بالإنجليزية: 1995 LC)‏ هو كويكب ضمن حزام الكويكبات؛ وترتيبه 134366 من حيث الاكتشاف.
اكتُشف هذا الجُرم الفلكي بواسطة روبرت إتش ماكنوت في 1 يونيو 1995.

## وصلات خارجية
- (134366) 1995 LC في قاعدة بيانات مختبر الدفع النفاث لأجرام النظام الشمسي الصغيرة

- الاكتشاف · مخطط المدار ·  العناصر المدارية · المعلمات المادية

- (134366) 1995 LC على موقع ويكي سكاي: DSS2, SDSS, GALEX, IRAS, Hydrogen α, X-Ray, Astrophoto, Sky Map, Articles and images